# Dolmen de la Salle des Fées

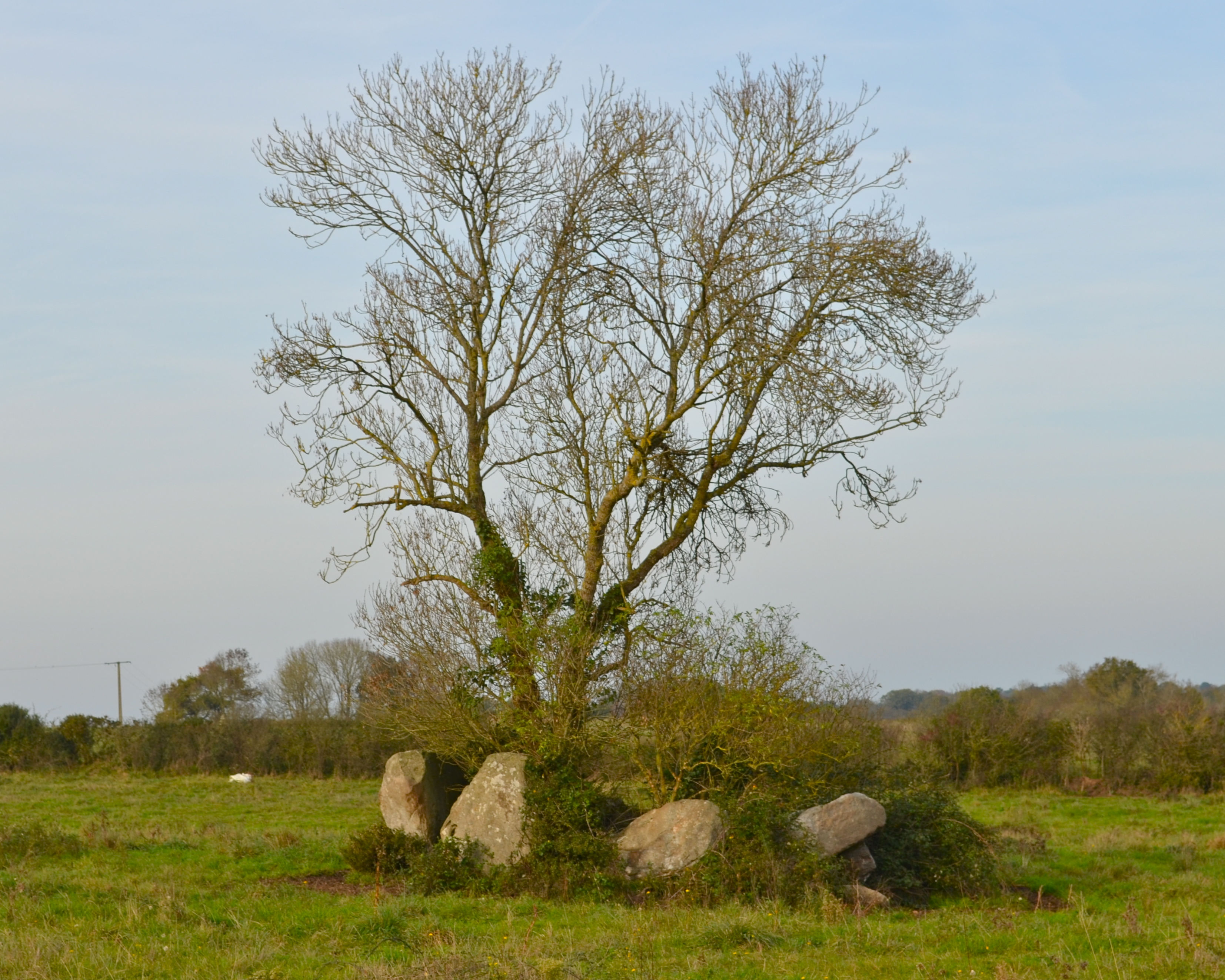
Dolmen de la Salle des Fées

Der Dolmen de la Salle des Fées (deutsch Saal der Feen  – auch «Salle aux Fées» genannt) liegt in einem Feld nordwestlich der Straße D61 und westlich des Flusses Tenu, beim Weiler Le Port Faissant, etwa südlich von Sainte-Pazanne, südwestlich von Nantes im Département Loire-Atlantique in Frankreich. Dolmen ist in Frankreich der Oberbegriff für Megalithanlagen aller Art (siehe: Französische Nomenklatur).
Erhalten ist ein Gewirr großer Felsplatten um ein paar Bäume herum in der Feldmitte. Es ist unmöglich, den Typ der Anlage oder die Kammerform zu bestimmen. Der Dolmen ist seit 1889 als Monument historique eingestuft.